# Canario timbrado español
El canario silvestre llegó a la península ibérica a finales del siglo XIV. El primer canario doméstico se caracterizó por su canto, por lo que se cree que la selección de ejemplares para la cría se centraría en el canto. Con la selección de los canarios más aptos para cantar, se desarrolló un tipo de canario llamado canario del país. En 1954 la Asociación de canaricultores españoles bautizó esta variedad de canario con el nombre de timbrado español. Este canario obtuvo el reconocimiento internacional en el año 1962. La difusión de esta raza se limitaba a la península ibérica.

## Característica
Es un canario robusto y un buen reproductor. Este canario admiten muchos colores, siendo los más comunes el verde, el amarillo y el gris. Una buena dieta para esta ave es una mezcla de granos compuesta por un 50% de alpiste, un 25% de colza y un 25% de otras semillas. Las semillas de las que se alimentan son: alpiste, colza, negrillo, semillas de lino, semillas de cáñamo, avena y rábanos.

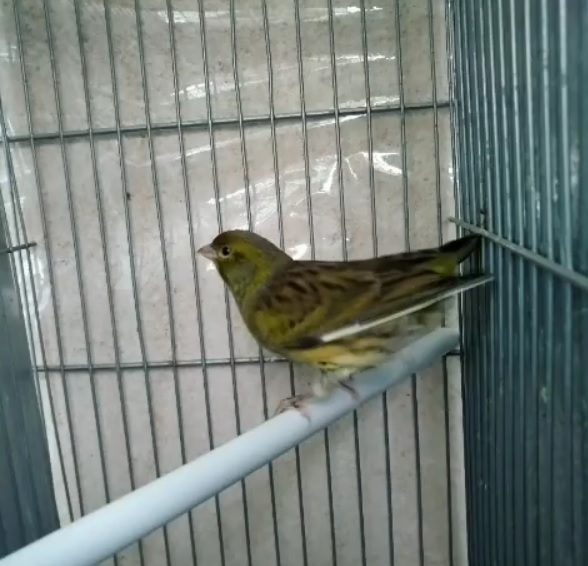
Un canario Timbrado Español

La canción debe estar compuesta de giros lentos que permitan un tono determinado. También se permiten giros rápidos, aunque la canción no debe depender de ellos, ya que son parte de un tipo diferente de canción. Debe tener melodías muy diferentes para que los cambios de ritmo se produzcan de forma clara y sin brusquedad.
Algunas partes de su canto han sido modificadas y desarrolladas mediante la educación.

## Reproducción
Por lo general, alrededor del Día de San Valentín, el 14 de febrero, comienza la cría de los canarios timbrado español. Tan pronto como las hembras comiencen a construir el nido, es conveniente colocar a los machos en la jaula del nido, incluso si están separados por una rejilla. Es importante sincronizar tantas parejas como sea posible para asegurar que los nacimientos sean lo más cercanos posible entre las diferentes parejas. Será necesario asegurarnos de que podemos intercambiar huevos o polluelos de diferentes crías si hay un hueco en una pareja y si tenemos los huevos o la eclosión sincronizados, otra pareja puede criarlos. Los machos y las hembras solo deben ingresar después de haber tenido signos claros de la buena relación entre los futuros padres.

## Plumaje
El plumaje del timbrado español es tupido y pegado al cuerpo, de color amarillo, verde o abigarrado. En el plumaje intenso toda la pluma está pigmentada de manera uniforme.

## Giros y notas
- Timbres
- Variaciones Rodadas
- Timbre de Agua
- Cascabel
- Floreos
- Floreos Lentos
- Campana
- Cloqueos
- Castañuelas
- Agua Lenta
- Agua Semiligada